# Хайруллин, Айдар Равихович
Айдар Равихович Хайруллин (род. 31 января 1968, Уфа) — советский и российский хоккеист, нападающий.

## Биография
Воспитанник уфимского хоккея. Победитель первенства СССР среди юниоров (1984, 1985) в составе СК им. Салавата Юлаева. Серебряный призёр Спартакиады народов РСФСР (1985) и Спартакиады народов СССР среди юниоров (1986) в составе сборной Башкирской АССР.
Карьеру провёл в уфимских клубах «Авангард» (1985/86 — 1986/87, 1988/89 — 1990/91), «Салават Юлаев» (1987/88 — 1988/89, 1990/91 — 1999/2000), «Новойл» (1995/96, 1997/98 — 1998/99), «Салават Юлаев-2» (1999/00).
Полуфиналист МХЛ 1994/95. Бронзовый призёр 1995/96, РХЛ 1996/97.
Старший администратор, менеджер по экипировке в «Салавате Юлаеве».